# حبيبات نسل

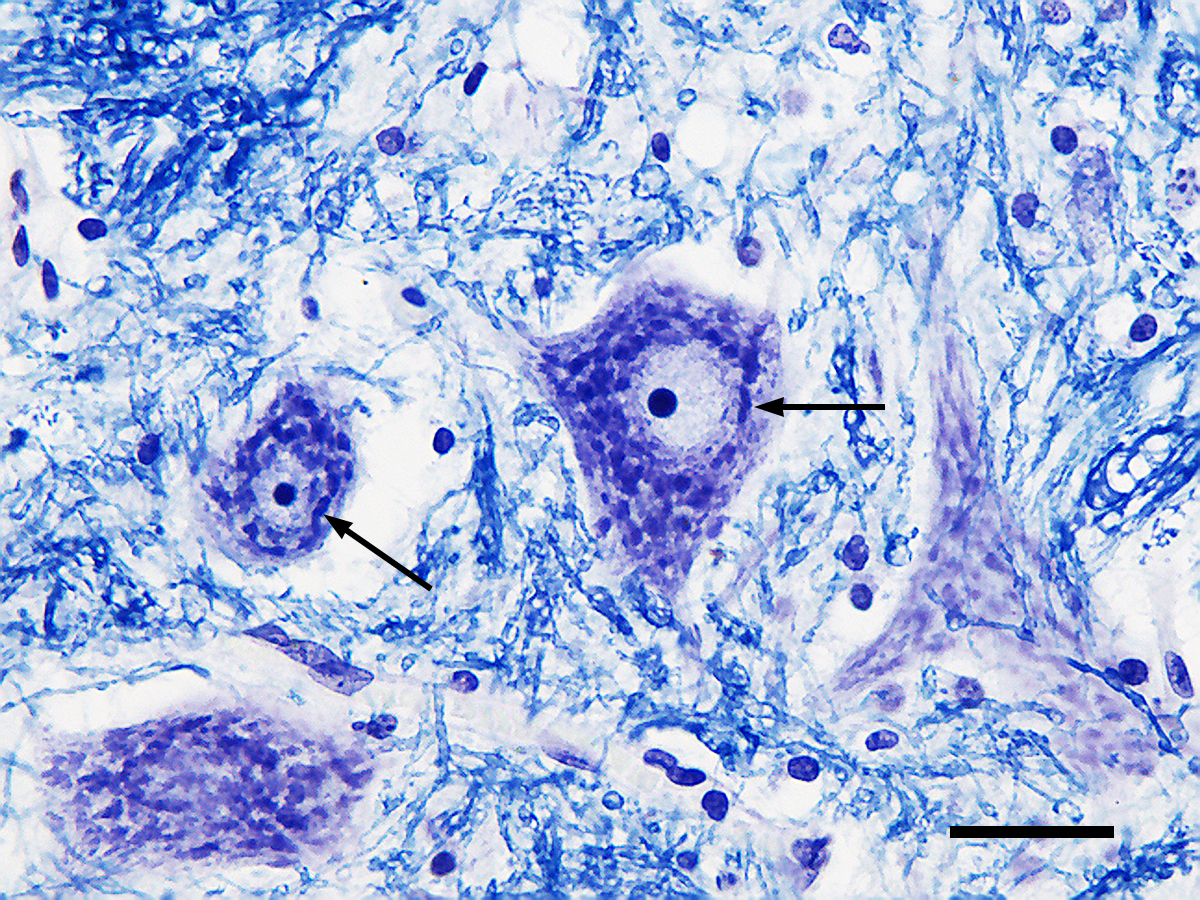
صورة مجهرية لأجسام نيسل (يُشار إلى اثنتين منها بالأسهم) في سيتوبلازم الخلايا العصبية الحركية في القرن الأمامي للحبل الشوكي ؛ صبغة كريسيل بنفسجية (أرجوانية) مع صبغة لوكسول الزرقاء السريعة للميالين. شريط المقياس = 30 ميكرون (0.03 مم).

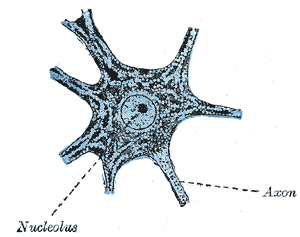
رسم خلية عصبية حركية من القرن البطني للنخاع الشوكي للأرنب. يتم عرض أجسام نيسل الزاويّة والمغزليّة الشكل في السيتوبلازم بشكل جيد.

في علم الأعصاب الخلوي ، أجسام نسل (وتسمى أيضًا حبيبات نسل أو مادة نسل أو مادة تيغرويد ) هي هياكل حبيبية منفصلة دقيقة توجد في الأغلب في سيتوبلازم الخلايا العصبية الذي يسمى بالنيوروبلازم ويعتقد أنها غذاء مدَّخر تستهلكه الخلية أثناء نشاطها ،تتكون من الشبكة الإندوبلازمية الخشنة، وهي عبارة عن مجموعة من الصهاريج المتوازية والمرتبطة بغشاء ومرصعة بالريبوسومات على سطح العصارة الخلوية للأغشية. .
 تم تسمية أجسام نسل على اسم فرانز نيسل ، طبيب الأعصاب الألماني الذي اخترع طريقة الصبغ التي تحمل اسمه.   يشير مصطلح "أجسام نسل" بشكل عام إلى كتل منفصلة من الشبكة الإندوبلازمية الخشنة والريبوسومات الحرة في الخلايا العصبية. تحدث أيضًا كتل من الشبكة الإندوبلازمية الخشنة في بعض الخلايا غير العصبية، حيث يشار إليها باسم الإرغاستوبلازما ، أو الأجسام القاعدية ،  أو المادة المحبة للصبغيات.  في حين أن هذه العضيات تختلف في بعض النواحي عن أجسام نسل في الخلايا العصبية،  فإن الكميات الكبيرة من الشبكة الإندوبلازمية الخشنة ترتبط بشكل عام بالإنتاج الغزير للبروتينات. 

## الصبغ
تشير "بقع نيسل" إلى العديد من الأصباغ الأساسية التي تحدد بشكل انتقائي الجزيئات سالبة الشحنة مثل DNA وRNA . نظرًا لأن الريبوسومات غنية بالحمض النووي الريبوزي الريباسي (RNA) الريبوسومي ، فهي قوية قاعدية ("محبة للقاعدة"). يؤدي التراكم الكثيف للريبوسومات الحرة والمرتبطة بالغشاء في أجسام نسل إلى تلوينها بشكل مكثف بواسطة بقع نسل، مما يسمح برؤيتها بالمجهر الضوئي بشكل سهل دون الحاجة لمجهر إلكتروني. 

## الحجم والتوزيع
توجد أجسام نسل في الجسدات والتشعبات العصبية بشكل أساسي، ولكن ليس في المحاور العصبية أو الرابية المحورية .  وهي تختلف في الحجم والشكل والموقع داخل الخلايا. تكون أكثر وضوحًا في الخلايا العصبية الحركية للحبل الشوكي وجذع الدماغ ، حيث تظهر على شكل تجمعات كبيرة ممتلئة.  وفي خلايا عصبية أخرى، قد تكون أصغر حجمًا، وفي بعضها (مثل الخلايا العصبية الحبيبية في قشرة المخيخ) لا يوجد سوى القليل جدًا من الشبكة الإندوبلازمية الخشنة وبالتالي قليل من حبيبات نسل.  تم استخدام نمط التلوين مع بقع نسل لتصنيف الخلايا العصبية.  لأسباب مختلفة، توقفت هذه الممارسة إلى حد كبير، ولكن أنواعًا معينة من الخلايا العصبية تظهر أنواعًا مميزة من أجسام نسل. 